# Beureu Eh II
Beureu Eh II is een bestuurslaag in het regentschap Pidie van de provincie Atjeh, Indonesië. Beureu Eh II telt 429 inwoners (volkstelling 2010).